# Абдуловка
Абдуловка (чув. Ӑвӑс) — деревня в Базарно-Карабулакском районе Саратовской области в составе сельского поселения Яковлевское муниципальное образование.

## География
Находится на берегу реки Уза на расстоянии примерно 29 километров по прямой на северо-северо-запад от районного центра посёлка Базарный Карабулак.

## История
Официальная дата основания 1720 год.

## Население
Постоянное население составляло 262 человека в 2002 году (татары 49 %, чуваши 38 %), 203 — в 2010.